# Diaphananthe acuta
Espèce
Synonymes
- Angorchis ashantensis (Lindl.) Kuntze[2]
- Angorchis monodon (Lindl.) Kuntze[2]
- Angorchis papagayi (Rchb.f.) Kuntze[2]
- Angraecum acutum Ridl.[2]
- Angraecum bakeri Kraenzl.[2]
- Angraecum monodon Lindl.[2]
- Angraecum subfalcifolium De Wild.[2]
- Diaphananthe acuta (Ridl.) Schltr.[2]
- Diaphananthe monodon (Lindl.) Schltr.[2]
- Diaphananthe papagayi (Rchb.f.) Schltr.[2]
- Diaphananthe subfalcifolia (De Wild.) Schltr.[2]
- Limodorum bidens Afzel. ex Sw.[2]
- Listrostachys acuta (Ridl.) Rolfe[2]
- Listrostachys bakeri (Kraenzl.) T.Durand & Schinz[2]
- Listrostachys longissima Kraenzl.[2]
- Listrostachys monodon (Lindl.) Rchb.f.[2]
- Listrostachys papagayi Rchb.f.[2]
- Mystacidium duemmerianum Kraenzl.[2]
- Mystacidium productum Kraenzl.[2]

Diaphananthe acuta est une espèce de plantes à fleurs de la famille des Orchidaceae et du genre Diaphananthe. C'est une orchidée endémique de l'île de Sao Tomé.